# Ливаро-Пеи-д’Ож (кантон)
Ливаро-Пеи-д’Ож (фр. Livarot-Pays-d'Auge) (до 24 февраля 2021 года назывался Ливаро, фр. Livarot)  — кантон во Франции, находится в регионе Нормандия, департамент  Кальвадос.  Расположен на территории двух округов: одиннадцать коммун входят в состав округа Лизьё, одна — в состав округа Кан.

## История
До 2015 года в состав кантона входили коммуны: Беллу, Ла-Бревьер, Ла-Шапель-От-Грю, Ле-Мениль-Бакле, Ле-Мениль-Дюран, Ле-Мениль-Жермен, Лез-Отель-Сен-Базиль, Ле-Мутье-Юбер, Ливаро (Кальвадос), Лизор, Нотр-Дам-де-Курсон, Окенвиль, Сен-Жермен-де-Монгомри, Сен-Мартен-дю-Мениль-Ури, Сен-Мишель-де-Ливе, Сент-Маргерит-де-Лож, Сент-Уан-лез-У, Сент-Фуа-де-Монгомри, Тортизамбер, Фервак, Шефревиль-Тоннанкур, Эртван.
В результате реформы 2015 года состав кантона был изменен. В него был полностью включены упраздненный кантон Сен-Пьер-сюр-Див и большая часть кантона Орбек.
С 1 января 2016 года состав кантона существенно изменился в связи с образованием т. н. «новых» коммун: коммуны Ла-Веспьер и Фриардель объединились в новую коммуну Ла-Веспьер-Фриардель; коммуны Ла-Бревьер, Ла-Шапель-От-Грю, Сен-Жермен-де-Монгомри и Сент-Фуа-де-Монгомри — в новую коммуну Валь-де-Ви; коммуны Ла-Шапель-Ивон, Сен-Жюльен-де-Майок, Сен-Пьер-де-Майок, Сен-Сир-дю-Ронсере и Тордуэ — в новую коммуну Валорбике; и двадцать две коммуны - Беллу, Ла-Крупт, Ле-Мениль-Бакле, Ле-Мениль-Дюран, Ле-Мениль-Жермен, Ле-Мутье-Юбер, Лез-Отель-Сен-Базиль, Ливаро (Кальвадос), Мёль, Нотр-Дам-де-Курсон, Окенвиль, Прео-Сен-Себастьен, Сен-Мартен-дю-Мениль-Ури, Сен-Мишель-де-Ливе, Сент-Маргерит-де-Лож, Сент-Уан-лез-У,  Серкё, Тортизамбер, Фамийи, Фервак, Шефревиль-Тоннанкур и Эртван — в новую коммуну Ливаро-Пеи-д’Ож, ставшую центром кантона.
С 1 января 2017 года состав кантона снова изменился: тринадцать коммун, составлявших ранее кантон Сен-Пьер-сюр-Див объединились в новую коммуну Сен-Пьер-ан-Ож.
24 февраля 2021 года указом № 2021-213 кантон переименован в Ливаро-Пеи-д’Ож. .

## Состав кантона с 1 января 2017 года
В состав кантона входят коммуны (население по данным Национального института статистики за 2018 г.):
- Валорбике (2 512 чел.)
- Вандёвр (790 чел.)
- Валь-де-Ви (532 чел.)
- Ла-Веспьер-Фриардель (1 193 чел.)
- Ла-Фольтьер-Абнон (133 чел.)
- Ливаро-Пеи-д’Ож (6 254 чел.)
- Лизор (261 чел.)
- Орбек (1 988 чел.)
- Сен-Дени-де-Майок (305 чел.)
- Сен-Мартен-де-Бьенфет-ла-Крессоньер (443 чел.)
- Сен-Пьер-ан-Ож (7 503 чел.)
- Серне (140 чел.)

## Политика
На президентских выборах 2022 г. жители кантона отдали в 1-м туре Марин Ле Пен 35,3 % голосов против 27,3 % у Эмманюэля Макрона и 13,6 % у Жана-Люка Меланшона; во 2-м туре в кантоне победила Ле Пен, получившая 53,8 % голосов. (2017 год. 1 тур: Марин Ле Пен – 30,3 %, Франсуа Фийон – 23,2 %, Эмманюэль Макрон – 18,2 %, Жан-Люк Меланшон – 14,7 %; 2 тур: Макрон – 52,7 %. 2012 год. 1 тур: Николя Саркози — 32,2 %, Марин Ле Пен — 23,1 %, Франсуа Олланд — 21,6 %; 2 тур: Саркози — 56,2 %).
С 2021 года кантон в Совете департамента Кальвадос представляют вице-мэр коммуны Сен-Пьер-ан-Ож Оливье Анфри (Olivier Anfry) (Разные правые) и вице-мэр коммуны Ливаро-Пеи-д’Ож Ванесса Боном-Дюшмен (Vanessa Bonhomme Duchemin) (Разные центристы).
|                | Кандидаты                         | Партия                   | Первый тур | Первый тур     | Второй тур | Второй тур |
| Кол-во голосов | Кандидаты                         | Партия                   | % голосов  | Кол-во голосов | % голосов  |            |
| -------------- | --------------------------------- | ------------------------ | ---------- | -------------- | ---------- | ---------- |
|                | Оливье Анфри Ванесса Боном-Дюшмен | Разные центристы         | 1 993      | 37,73          | 2 955      | 54,35      |
|                | Жонатан Блен Вероник Мемо         | Разные правые            | 1 646      | 31,16          | 2 482      | 45,65      |
|                | Изабель Васисек Жан-Клод Обриль   | Национальное объединение | 943        | 17,85          |            |            |
|                | Даниэль Гильбер Соня Сенсон       | Левый блок — Зелёные     | 700        | 13,25          |            |            |

|                | Кандидаты                      | Партия             | Первый тур | Первый тур     | Второй тур | Второй тур |
| Кол-во голосов | Кандидаты                      | Партия             | % голосов  | Кол-во голосов | % голосов  |            |
| -------------- | ------------------------------ | ------------------ | ---------- | -------------- | ---------- | ---------- |
|                | Себастьян Леклерк Вероник Мемо | Правый блок        | 4 146      | 51,11          | 5 299      | 68,00      |
|                | Летиция Дюбоск Даниэль Госсе   | Национальный фронт | 2 248      | 27,71          | 2 494      | 32,00      |
|                | Женевьев Васне Александр Мотт  | Разные             | 1 343      | 16,56          |            |            |
|                | Натали Летор Стевен Мафиодо    | Вставай, Франция   | 375        | 4,62           |            |            |